# Madeleine Front
Madeleine Front née Benier, née le 22 avril 1930 à Albertville et mort le 26 décembre 2016 à Albertville, est une skieuse alpine française. Référence du ski alpin français dans les années 1950, elle prend part aux Jeux olympiques d'hiver en 1956 à Cortina d'Ampezzo avec pour meilleure performance une 14e place en slalom géant.

## Biographie
Elle épouse Maurice Front. Ce dernier et avec son frère dirigeant du premier magasin de sport de Méribel créé en 1947 appelé dans un premier temps « Méribel Sports » puis « Madeleine Front Sports » en 1975 après acquisition de toutes les parts sociales par Madeleine Front. Ses deux enfants, Alain et Bernard, évoluent également en ski. Bernard Front remporte le challenge des moniteurs puis est le président du comité d’organisation des championnats du monde de ski Courchevel-Méribel 2023.

## Palmarès

### Jeux olympiques
| Épreuve / Édition         | Descente | Slalom géant | Slalom |
| ------------------------- | -------- | ------------ | ------ |
| JO 1956 Cortina d'Ampezzo | 24e      | 14e          | —      |

### Championnats du monde
| Épreuve / Édition         | Descente | Slalom géant | Slalom | Combiné |
| ------------------------- | -------- | ------------ | ------ | ------- |
| JO 1956 Cortina d'Ampezzo | 24e      | 14e          | —      | —       |